# Буссвіль-бай-Мельхнау
Буссвіль-бай-Мельхнау (нім. Busswil bei Melchnau) — громада  в Швейцарії в кантоні Берн, адміністративний округ Верхнє Ааргау.

## Географія
Громада розташована на відстані близько 40 км на північний схід від Берна.
Буссвіль-бай-Мельхнау має площу 2,9 км², з яких на 5,6% дозволяється будівництво (житлове та будівництво доріг), 53,5% використовуються в сільськогосподарських цілях, 41% зайнято лісами, 0% не є продуктивними (річки, льодовики або гори).

## Демографія
2019 року в громаді мешкало 181 особа (-10% порівняно з 2010 роком), іноземців було 3,3%. Густота населення становила 63 осіб/км².
За віковим діапазоном населення розподілялося таким чином: 13,3% — особи молодші 20 років, 59,7% — особи у віці 20—64 років, 27,1% — особи у віці 65 років та старші. Було 87 помешкань (у середньому 2,1 особи в помешканні).
Із загальної кількості 48 працюючих 31 був зайнятий в первинному секторі, 5 — в обробній промисловості, 12 — в галузі послуг.